# Villetta Barrea
Villetta Barrea es una  localidad italiana de la provincia de L'Aquila, región de Abruzos de 647 habitantes.

## Evolución demográfica
| Gráfica de evolución demográfica de Villetta Barrea entre 1861 y 2001 |
|                                                                       |
| Fuente ISTAT - elaboración gráfica por Wikipedia                      |